# Aequorea australis
Aequorea australis är en nässeldjursart som beskrevs av Uchida 1947. Aequorea australis ingår i släktet Aequorea och familjen Aequoreidae. Inga underarter finns listade i Catalogue of Life.